# Octav Luchide
Octav Luchide (n. 10 februarie 1901, București, România – d. 2 ianuarie 1979) a fost un jurist român, fost jucător de fotbal și de rugby, cu merite deosebite în organizarea activității sportive din România. A făcut parte ca jucător de rezervă din echipa națională de rugby a României care a participat la Jocurile Olimpice de vară din 1924 și a obținut medalia de bronz, prima medalie olimpică a României.
A îndeplinit mai târziu funcțiile de președinte al Federației Române de Atletism (1927-1928) și secretar general al Federației Române de Fotbal (1930-1942), proiectând sistemul divizionar de desfășurare a campionatului național de fotbal și conducând echipa națională a României la cele trei ediții interbelice ale Campionatului Mondial de Fotbal (Uruguay 1930, Italia 1934 și Franța 1938).

## Biografie
S-a născut la 10 februarie 1901 în București și a practicat mai multe sporturi (fotbal, rugby și atletism) începând din 1915. În anul 1916, pe când era doar elev de liceu, a fost, alături de câțiva studenți și cadre didactice, unul din membrii fondatori ai clubului bucureștean „Sportul Studențesc”; prof.dr. Traian Lalescu a fost primul președinte al clubului, iar Luchide primul secretar. Câțiva ani mai târziu, în 1919, când era concentrat în armată, Luchide a participat la Olimpiada Sportivă Militară de la Paris. A făcut parte ca jucător de rezervă din echipa națională de rugby a României care a participat la Jocurile Olimpice de vară din 1924 și a obținut medalia de bronz, prima medalie olimpică a României, clasându-se pe locul 3 din cele trei echipe naționale participante. A absolvit cursurile Facultății de Drept a Universității din București și a obținut ulterior titlul de doctor în drept.
Începând din anii 1920 Octav Luchide s-a implicat în mișcarea sportivă din România, îndeplinind mai multe funcții: arbitru de box, membru și președinte al districtului de fotbal București (1924-1930), președinte al Federației Române de Atletism (1927-1928) și secretar al Comisiei Centrale de Fotbal (1929-1930). El a îndeplinit apoi timp de 12 ani (1930-1942) funcția de secretar general al Federației Române de Fotbal (1930-1942), fiind unul dintre membrii fondatori ai federației în 1930. Luchide a proiectat și organizat sistemul divizionar de desfășurare a campionatului național de fotbal, înființând Divizia A în 1932, Divizia B în 1934 și Divizia C în 1936 și reușind astfel să unească sistemele regionale de competiții din Vechiul Regat și din provinciile unite cu România după război. Unificarea mișcării fotbalistice din România a avut ca rezultat dezvoltarea fotbalului românesc.
Octav Luchide a condus, în calitate de secretar general al FRF, delegația României la cele trei ediții interbelice ale Campionatului Mondial de Fotbal (Uruguay 1930, Italia 1934 și Franța 1938) și la balcaniadele de fotbal. Participarea echipei naționale a României la primul campionat mondial de fotbal, care a avut loc în Uruguay în anul 1930, s-a datorat în mare parte activității organizatorice a tânărului Octav Luchide și a avut un rol important în promovarea externă a României și a sportului românesc. După cum povestea Ioan Chirilă în cartea Zile și nopți pe stadion (1986), „inclusiv ideea de a pleca la drum într-un vagon de clasa a treia până la Genova, urmând ca din acea diferență până la clasa întâi, să obțină suma necesară confecționării unor echipamente demne de o echipă națională îi aparține lui Octav Luchide”. A intervenit, de asemenea, la patronul Societății Astra Română pentru a-i lăsa pe Ladislau Raffinsky și Emerich Vogl (care erau angajați ai acelei societăți) să participe la Campionatul Mondial de Fotbal din 1930.
Autoritățile regimului antonescian l-au suspendat în anul 1942 din funcția de secretar general al FRF, iar Octav Luchide a lucrat o vreme ca avocat. În anul 1945, după încheierea războiului, a fost numit consilier al Organizației Sportului Popular (OSP), care fusese fondată la 15 septembrie 1944, din inițiativa PCR, și șef al Serviciului „Educație fizică” din cadrul Ministerului Învățământului. Luchide a fost transferat mai târziu pe postul de consilier tehnic pentru toate sporturile în Comitetul pentru Cultură Fizică și Sport (CCFS) de pe lângă Consiliul de Miniștri. În anul 1962 a revenit în cadrul Federației Române de Fotbal, unde a îndeplinit funcțiile de consilier și membru în Biroul Federal până în 1974, când s-a retras din motive de sănătate.
În afara preocupărilor sportive, Octav Luchide a desfășurat, în paralel, numeroase activități culturale. A fost secretar al Operei Române în perioada 1926-1928 și a tradus libretele a 13 opere, printre care pot fi menționate Trubadurul, Traviata sau Nevestele vesele din Windsor. A fost cunoscut ca un filatelist pasionat: a adunat o colecție impresionantă de timbre, a publicat singur sau în colaborare mai multe lucrări de filatelie și a fost membru al Consiliului Filateliștilor din România.
Octav Luchide a murit pe 2 ianuarie 1979, cu o lună înainte de a împlini vârsta de 78 de ani.

## Distincții
- Ordinul „Meritul Sportiv” clasa a II-a (29 decembrie 1967) „pentru merite deosebite în domeniul culturii fizice și sportului”[11]

## Cărți
- Anuarul fotbalului românesc, vol. I (1909-1967) - în colaborare cu Petre Gațu, Ioan Mihăilescu și alții, Ed. Consiliului Național pentru Educație Fizică și Sport (CNEFS), București, 1968, 316 p., 15.140 ex.

## Legături externe
- Octav Luchide la Comitetul Olimpic și Sportiv Român (arhivat)
- en Octav Luchide la Olympedia.org